# Estrela Dalva
Estrela Dalva is een gemeente in de Braziliaanse deelstaat Minas Gerais. De gemeente telt 2.536 inwoners (schatting 2009).

## Aangrenzende gemeenten
De gemeente grenst aan Leopoldina, Pirapetinga, Volta Grande en Cantagalo (RJ).